# Il club dei filosofi dilettanti
(Il club dei filosofi dilettanti, Alexander McCall Smith)
Il club dei filosofi dilettanti è il primo libro della serie di romanzi di Alexander McCall Smith, "Il club dei filosofi dilettanti". È ambientato ad Edimburgo, in Scozia ed ha per protagonista Isabel Dalhousie, direttrice della "Rivista di Etica applicata".

## Trama
Isabel Dalhousie, direttrice della "Rivista di Etica applicata", assiste durante un concerto alla Usher Hall di Edimburgo alla morte di un giovane uomo, caduto dalla balconata del teatro.

La donna, però, non è convinta delle conclusioni tratte dalla polizia locale e, moralmente coinvolta, decide d'indagare personalmente, immischiando nella faccenda Jamie, l'ex ragazzo di sua nipote Cat.

Quest'ultima, nel frattempo, è innamorata di Toby che però non convince appieno la protagonista.

## Personaggi principali
- Isabel Dalhousie, donna di quarantadue anni, direttrice della "Rivista di Etica applicata". Ha ricevuto una notevole somma di denaro in eredità e vive in una confortevole abitazione a sud di Edimburgo.
- Cat, nipote di Isabel. Donna giovane ed attraente, gestisce una gastronomia.
- Grace è la governante di Isabel.
- Jamie, ex fidanzato di Cat, per il quale Isabel prova una certa attrazione.
- Toby, attuale fidanzato di Cat.